# V774104
V774104는 해왕성 바깥 천체다. 태양으로부터 약 103 AU(천문단위)떨어져있다. 세드나족 천체로 추정된다. 